# Profan
Profan er et adjektiv som stammer fra det latinske profanus, «udenfor helligdommen» (fanum betyder «helligdom»). Vanhellig er synonymt med profan.
Det betegner egenskaber ved objekter eller handlinger som ikke står i sammenhæng med en kult, og dermed ikke har nogen rituel eller religiøs betydning. Det profane er rodfæstet, verdslig natur, og dets modsatte er hellig. 

## Synonym
Synonymer til profan kan være: 
- uindviede
- ikke-hellig
- ikke-kirkelig
- verdslig
- sekulær
- gudløs
- ugudelig
- blasfemisk
- respektløs
- Profanity på engelsk kan betyde bandeord.

## Betegnelse
Profanering betegner vanhelligelse af materielle eller immaterielle værder, der udføres af folk med en anden religion eller verdensanskuelse.